# Течение Пуазёйля
Тече́ние Пуазёйля — ламинарное течение жидкости через каналы в виде прямого кругового цилиндра или слоя между параллельными плоскостями. Течение Пуазёйля — одно из самых простых точных решений уравнений Навье — Стокса. Описывается законом Пуазёйля (также называемым законом Гагена — Пуазёйля или Хагена — Пуазёйля).

## Постановка задачи
Рассматривается установившееся течение несжимаемой жидкости с постоянной вязкостью в тонкой цилиндрической трубке круглого сечения под действием постоянной разности давлений. Если предположить, что течение будет ламинарным и одномерным (иметь только компоненту скорости, направленную вдоль канала), то уравнение записывается следующим образом: решается аналитически,
{\displaystyle v={\frac {p_{1}-p_{2}}{4\eta L}}R^{2},}
где
- {\displaystyle v} — скорость жидкости вдоль трубопровода;
- {\displaystyle r} — расстояние от оси трубопровода;
- {\displaystyle R} — радиус трубопровода;
- {\displaystyle p_{1}-p_{2}} — разность давлений на входе и на выходе из трубы;
- {\displaystyle \eta } — вязкость жидкости;
- {\displaystyle L} — длина трубы.

если разбить целый поток на элементарные цилиндры потока, то можно вычислить скорость ламинарного потока для каждого цилиндра, вычитая из потока всей трубы(внешнего круга) поток внутреннего круга:
{\displaystyle v\left(r\right)={\Bigr (}{\frac {p_{1}-p_{2}}{4\eta L}}R^{2}{\Bigr )}-{\Bigr (}{\frac {p_{1}-p_{2}}{4\eta L}}r^{2}{\Bigr )}={\frac {p_{1}-p_{2}}{4\eta L}}(R^{2}-r^{2}),}
где {\displaystyle r} — внутренний радиус цилиндра;
Величина скорости по продольному сечению имеет параболическую зависимость. На рисунке выше показан параболический профиль (часто называемый профилем Пуазёйля) — распределение скорости в зависимости от расстояния до оси канала:
Такой же профиль в соответствующих обозначениях имеет скорость при течении между двумя бесконечными параллельными плоскостями. Такое течение также называют течением Пуазёйля.

## Закон Пуазёйля (Гагена — Пуазёйля)
Уравнение или закон Пуазёйля (закон Гагена — Пуазёйля или закон Хагена — Пуазёйля) — закон, определяющий расход жидкости при установившемся течении вязкой несжимаемой жидкости в тонкой цилиндрической трубке круглого сечения.
Сформулирован впервые Готтхильфом Хагеном (нем. Gotthilf Hagen, иногда Гаген) в 1839 году на основе экспериментальных данных и вскоре повторно выведен Ж. Л. Пуазёйлем (фр. J. L. Poiseuille) в 1840 году (также на основании эксперимента). Согласно закону, секундный объёмный расход жидкости пропорционален перепаду давления на единицу длины трубки (градиенту давления в трубе) и четвёртой степени радиуса (диаметра) трубы:
{\displaystyle Q=\int \limits _{S}v\left(r\right)dS=2\pi \int \limits _{0}^{R}v\left(r\right)rdr={\frac {\pi D^{4}(p_{1}-p_{2})}{128\eta L}}={\frac {\pi R^{4}(p_{1}-p_{2})}{8\eta L}},}
где
- {\displaystyle Q} — расход жидкости в трубопроводе
- {\displaystyle D} — диаметр трубопровода

Закон Пуазёйля работает только при ламинарном течении и при условии, что длина трубки превышает так называемую длину начального участка, необходимую для развития в трубке ламинарного течения с параболическим профилем скорости.

## Свойства
- Течение Пуазёйля характеризуется параболическим распределением скорости по радиусу трубки.
- В каждом поперечном сечении трубки средняя скорость вдвое меньше максимальной скорости в этом сечении.

## Вариации и обобщение
Имеется обобщение формулы закона Пуазёйля для цилиндрической трубы эллиптического сечения. Из Этой  формулы следует еще одна  формула закона Пуазёйля для движения жидкости между двумя параллельными плоскостями (когда большая полуось эллипса стремится к бесконечности). Формулы имеются для закона распределения скоростей течения жидкости и для расхода жидкости в единицу времени через единицу площади. Первая пара формул есть в работе Б. М. Яворского и А. А. Детлафа «Справочник по физике». Вторая пара формул представлена в книге Г. Эберта «Краткий справочник по физике: справочное издание».